# Alfa Romeo Arna
Alfa Romeo Arna var en personbilsmodell från Alfa Romeo och Nissan. Arna tillverkades av det samägda bolaget Alfa Romeo Nissan Autoveicoli S.p.A. 1983–1987. Alfa Romeo Arna såldes inte i Sverige.

## Historia
Alfa Romeo Arna var resultatet av ett samarbete mellan Alfa Romeo och Nissan under början av 1980-talet. Arna stod för Alfa Romeo Nissan Autoveicoli. 1980 tecknade Nissan och Alfa Romeo ett samarbetsavtal. Alfas mål med samarbetet var att få fram en modell som kunde matcha Volkswagen Golf och Lancia Delta. För Nissan gav modellen en möjlighet att komma in på europeiska marknader som fortfarande karaktäriserades av protektionism. Utanför Neapel i Pratola Serra byggdes en ny fabrik för Arna-tillverkningen.
1983 presenterades Arna på Frankfurts bilsalong. Bilen byggde på Nissan Cherry. Tanken var att utnyttja outnyttjad tillverkningskapacitet i Alfa Romeos motorfabrik. Bilen var framhjulsdriven och byggd med Alfa Romeos elsystem, motorer och framhjulupphägning men med Nissans karosseri och bakvagn. De flesta hade föredragit raka motsatsen då bilarna drogs med hur mycket barnsjukdomar som helst. Modellen såldes mellan 1984 och 1986 i 62 000 exemplar. På grund av bilens alla konstruktionsfel är endast drygt 300 kvar i trafik enligt ett avsnitt av det brittiska motorprogrammet Top Gear som sändes 2002. Projektet blev ett fiasko och Arna dras med ryktet som Alfa Romeos absoluta botten som biltillverkare. Arna såldes på vissa marknader under namnet Nissan Europe. Bilen lades ned som en följd av att statskoncernen IRI sålde Alfa Romeo till Fiat som lade ned Arna och alliansen med Nissan.